# Fortier (série télévisée)
Pour les articles homonymes, voir Fortier.
Fortier est une série télévisée policière québécoise en 42 épisodes de 45 minutes, écrite par Fabienne Larouche, réalisée par Érik Canuel et François Gingras et diffusée entre le 3 février 2000 et le 1er avril 2004 sur le réseau TVA.
En France elle est diffusée sur TMC (en version doublée) le 15 septembre 2003, puis NRJ 12, suivi de Chérie 25.

## Synopsis
Une psychologue clinicienne maladroite très intelligente cherche à trouver les criminels au péril de sa vie. Cependant, elle détient un passé lourd qu'elle préfère garder secret. À la suite de son passage à Washington, où elle travailla, elle fut embauchée au SAS (Service Anti-Sociopathes) où elle fait équipe avec les services policiers afin de les aider à élucider des crimes majeurs et neutraliser des menaces importantes pesant sur la ville de Montréal principalement.

## Distribution
- Sophie Lorain : Anne Fortier
- Gilbert Sicotte : Gabriel Johnson
- Pierre Lebeau : Jean-Marie Dufour
- Jean-François Pichette : Claude Mayrand
- François Chénier : Étienne Parent
- Carl Marotte : Me Jacques Savaria
- Sophie Léger : Christine Forest
- Louise Deslières : Suzanne Landreville
- Réjean Lefrançois : Armand Durivage
- Alexis Martin : Thomas Sévigny
- Valérie Blais : Katleen Giroux
- Paul Savoie : Roger Lefebvre
- Danielle Fichaud : Rolande Leboeuf
- Steve Banner : Pierre-Paul Tétrault
- Gilles Renaud : Rouleau
- Danièle Lorain : Louise Garnier

## Épisodes

### Première saison (2000)
1. Dans le cœur d'une mère (3 février 2000)
2. Dans le cœur d'une mère (10 février 2000)
3. Trois petits chats (17 février 2000)
4. Trois petits chats (24 février 2000)
5. Trois petits chats (2 mars 2000)
6. Apparences trompeuses (9 mars 2000)
7. Apparences trompeuses (16 mars 2000)
8. Apparences trompeuses (23 mars 2000)
9. Soupçons et paranoïa (30 mars 2000)
10. Soupçons et paranoïa (6 avril 2000)

### Deuxième saison (2001)
1. Elles ne sont qu'une… (8 février 2001)
2. Elles ne sont qu'une… (15 février 2001)
3. Elles ne sont qu'une… (22 février 2001)
4. Un petit lapin qui dit tout (1er mars 2001)
5. Un petit lapin qui dit tout (8 mars 2001)
6. Un petit lapin qui dit tout (15 mars 2001)
7. L'homme froid (22 mars 2001)
8. L'homme froid (29 mars 2001)

### Troisième saison (2002)
1. Du cœur au ventre (7 février 2002)
2. Du cœur au ventre (14 février 2002)
3. Du cœur au ventre (21 février 2002)
4. Tout sera parfait (28 février 2002)
5. Tout sera parfait (7 mars 2002)
6. Un passé si présent (14 mars 2002)
7. Un passé si présent (21 mars 2002)
8. Un passé si présent (28 mars 2002)

### Quatrième saison (2003)
1. Peines d'amour (6 février 2003)
2. Peines d'amour (13 février 2003)
3. Peines d'amour (20 février 2003)
4. 24 heures (27 février 2003)
5. 24 heures (6 mars 2003)
6. Que veut une femme ? (13 mars 2003)
7. Que veut une femme ? (20 mars 2003)
8. Que veut une femme ? (27 mars 2003)

### Cinquième saison (2004)
1. La rue anonyme (5 février 2004)
2. L'homme qui mangeait ses mots (12 février 2004)
3. L'horreur du double (19 février 2004)
4. Star académie (4 mars 2004)
5. Esprit de famille (11 mars 2004)
6. Windigo (18 mars 2004)
7. La forêt meurtrière (25 mars 2004)
8. Mauvais rêve (1er avril 2004)

## Récompenses
- 2000 : Prix Gémeaux : Meilleure interprétation premier rôle féminin : dramatique : Sophie Lorain
- 2000 : Prix Gémeaux : Meilleur montage pour une dramatique
- 2001 : Prix Gémeaux : Meilleure série dramatique
- 2001 : Prix Gémeaux : Meilleure interprétation masculine rôle de soutien : dramatique : François Papineau
- 2001 : Prix Gémeaux : Meilleure interprétation féminine rôle de soutien : dramatique : Michèle-Barbara Pelletier
- 2003 : Prix Gémeaux : Meilleure série dramatique
- 2003 : Prix Gémeaux : Meilleur texte : série dramatique : Fabienne Larouche
- 2003 : Prix Gémeaux : Meilleur montage pour une dramatique